# یواس‌اس پری (۱۸۴۳)
یواس‌اس پری (۱۸۴۳) (به انگلیسی: USS Perry (1843)) یک کشتی بود که طول آن ۱۰۵ فوت (۳۲ متر) بود. این کشتی در سال ۱۸۴۳ ساخته شد.